# Paul Gillman
Paul Silvestre Gillman (Caracas; 22 de marzo de 1960) es un músico venezolano de heavy metal que debuta profesionalmente en febrero de 1977. Descendiente de madre etíope con raíces italianas-yugoslavas, y un padre estadounidense mezcla de alemán con indígenas seminole. 

## Carrera artística
Hasta el momento cuenta  en su haber con veintiocho producciones discográficas oficiales y ochenta y nueve en total, si sumamos numerosas ediciones especiales, colaboraciones con otros artistas, recopilaciones, etcétera, lo cual constituye un récord para un cantante de heavy-rock en la historia del género en Latinoamérica.
En cuanto a su carrera como productor y presentador de TV, su espacio "Kultura Rock TV" (antes "El Garaje") se mantiene en el aire desde que nace en VTV el 18 de agosto de 1999.
Aparte de su carrera artística, su activismo político de izquierda como precandidato del partido político PSUV.
Con cuarenta y tres años de trayectoria artística, ochenta y nueve trabajos discográficos, treinta años con su programa de radio Kultura Rock y veintiún años haciendo historia produciendo y presentando el único programa de televisión de rock en su estilo a nivel mundial, Paul Gillman continúa promoviendo y creando rock desde Venezuela.

### Polémica
En noviembre de 2020, Gillman recibió de parte de la Aviación Militar Bolivariana una condecoración honorífica por motivo de la composición de la canción Karl Meyer Baldó: El Pionero, la cual fue realizada en 2018 en tributo a Carlos Meyer Baldó, uno de los fundadores de la Fuerza Aérea Venezolana y as de caza del Imperio Alemán durante la Primera Guerra Mundial. Durante la ceremonia, Gillman decidió vestir una replica de los uniformes utilizados por los oficiales del ejército alemán durante la era imperial y la Primera Guerra Mundial, esto como homenaje al rol de Baldó como as de caza durante dicho conflicto, portando como parte de su indumentaria la Cruz de Hierro y una mascarilla con el mismo símbolo en alusión a la condecoración recibida por Baldó por su participación en la guerra a favor del ejército alemán. Días después, fotos des-contextualizadas de la ceremonia se volvieron motivo de críticas en la redes sociales debido a que varios usuarios confundieron el uniforme de Gillman con el usado por los oficiales de la Alemania nazi. Esta confusión despertó controversia y críticas hacía Gillman de parte de algunos sectores políticos del país, incluyendo la reacción del político perseguido por el régimen venezolano Julio Borges y de parte de la prensa latinoamericana.
En respuesta, Gillman aclaró en una serie de publicaciones de Twitter el contexto histórico de su indumentaria y de la condecoración, haciendo énfasis en las diferencias visuales que hay entre las dos versiones del uniforme y la Cruz de Hierro, los anacronismos temporales de las críticas, aclarando su posición política como izquierdista y marxista y lamentando que la confusión pudiera haber "manchado el nombre" de Baldó, así como sus hazañas.

## Discografía oficial

### Con Arkángel
| Año  | Título                    | Discográfica                       |
| ---- | ------------------------- | ---------------------------------- |
| 1981 | Arkángel                  | Corporación Los Ruices (Venezuela) |
| 1982 | Rock Nacional             | Corporación Los Ruices (Venezuela) |
| 1983 | Represión Latinoamericana | Corporación Los Ruices (Venezuela) |

### Con Gillman
- Levántate y pelea (1984)
- El guerrero (1985)
- El regreso del guerrero (1990)
- Lo más duro (1991)
- 15 años (1992)
- Lo inédito (1993)
- Escalofrío (1994)
- Vivo y en vivo (1996)
- Cuauhtémoc (2003)
- Inevitable (2007)
- El curandero (EP) (2011)
- Tributo a los Desconocidos (2011) PRIMERA EDICIÓN.
- Tributo a los Desconocidos (2012) SEGUNDA EDICIÓN.
- Escalofrío II... La conclusión (2012)
- Escalofrío I Edición XX Aniversario (regrabado) (2013)
- Clásicos recargados (2015)
- Más Vivo y en Vivo (2016)
- Levántate y pelea Edición 40 Aniversario (2017)
- Escalofrío "LA SAGA" (Edición especial 40 Aniversario importada doble)

(2018)
- Levántate y pelea (Edición especial 40 Aniversario importada doble) (2019)

### Como Paul Gillman
- Sígueme (1988)
- 15 Años (1992)
- 25 años (2001)
- Despertando en la historia (2003)
- 30 años (2007)

## Trabajos como actor de doblaje
Sus papeles de doblaje en versión español neutro incluyen:

### Animación
- Patricio Estrella en Bob Esponja (temporadas 1-3).
- Mapa en Dora la Exploradora (temporada 1 cap 13 - 26)
- Zeta en Proyecto Zeta.
- Stegz en Extremo Dinos.
- Lokar, Harvey Birdman en Fantasma del Espacio de costa a costa.
- Darkseid, Flash en Superman: La serie animada.
- Cíclope/Scott Summers en X-Men: Evolution.
- Terry McGinnis/Batman (segunda voz) en Batman del Futuro.
- Ayudante de Chef (cap. 7) en Los Justicieros.
- Voces adicionales en Super Cerdita.

### Telenovelas brasileñas
- Ronaldo Mendes en Torre de Babel.
- Dom Guilherme Shetz en La Muralla.
- Luis Claudio en Graciosa.

Otros
- Héctor (2ª voz) en El Clavel y la Rosa.
- Roy Hess (1era a 4ta) Série Dinosaurios
- Capitán Mayor Gonçalo en Xica da Silva.

### Como intérprete
- Tema de apertura en Extremo Dinos.
- Tema de apertura en Medabots.